# Provincias Unidas de Agra y Oudh
Las Provincias Unidas de Agra y Oudh, conocidas principalmente como las Provincias Unidas, fue una provincia de la India británica, que existió entre 1902 y 1947. Desde 1835 hasta 1902, la provincia fue conocida como las Provincias Nor-Occidentales. Corresponde aproximadamente a los estados modernos indios de Uttar Pradesh y Uttarakhand.

## Historia
A comienzos del siglo XVIII, el Imperio Mogol estaba en decadencia debido a conflictos internos y a la expansión del Reino de los Marathas del Deccán, de los británicos en Bengala y de los afganos en Afganistán. A mediados del siglo XVIII, la actual región de Uttar Pradesh fue dividida en varios estados: Awadh (Oudh) en el centro y este, regido por un Nawab leal al Imperio Mogol, pero era de facto independiente; Rohilkhand en el norte, que era dominado por los afganos; los Marathas controlarían la región sureña de Bundelkhand; y el Imperio Mogol tendría control de Doab (una franja de tierra localizada entre los ríos Yamuna y Ganges) y la región de Delhi.
En 1765, las fuerzas combinadas de Awadh y del Imperio Mogol, se enfrentaron con los británicos en la Batalla de Buxar. A pesar de que los británicos vencieron, no obtuvieron territorio alguno; el control de la región de Awadh fue asumido en su totalidad por el Nawab y el Emperador Mogol Shah Alam restableció los subas de Prayagraj y Kora, en el bajo Doab, con una guarnición británica en el fuerte de Prayagraj. El Gobernador General de la India Warren Hastings aumentó el territorio de Awadh para respaldar al Nawab con un ejército británico que conquistó Rohilkhand, y le ofreció los subas de Prayagraj y Kora al Nawab de Awadh. Al mismo tiempo los británicos recibieron la provincia de Benarés de parte de Awadh.
No hubo cambios territoriales hasta la llegada de Lord Wellesley (Gobernador General, 1797 – 1805) quien adquirió una gran anexión territorial en dos momentos. En 1801 obtuvo del Nawab de Oudh la cesión de Rohilkhand, el bajo Doab, y la División de Gorakhpur, encerrando Awadh en todos los lados, excepto el norte. En 1804, como resultado de las victorias en la Segunda Guerra Anglo-Maratha, parte de Bundelkhand y el resto de Doab, incluyendo Agra. En 1815, la División de Kumaon fue adquirida posteriormente a la Guerra Gurkha, y una gran parte de Bundelkhand de parte del Peshwa Maratha en 1817. Con estas nuevas adquisiciones, conocidas como las provincias conquistadas y cedidas, continuaron siendo administradas por el Gobernador General de la India como parte de Bengala. En 1833 un acta del Parlamento aprueba la conformación de una nueva presidencia (provincia), con capital en Agra. No obstante esto no se aplicó, y en 1835 otro estatuto autorizó la asignación de un Teniente Gobernador para las Provincias Nor-Occidentales, como serían conocidas.
Las Provincias Nor-Occidentales incluían los territorios de Delhi y Gurgaon, que fueron transferidos posteriormente, con la Revuelta de 1857 a Panyab; y también (desde 1853) los Territorios de Saugor y Nerbudda, que en 1861 se convirtió en parte de las Provincias Centrales (India). Awadh permaneció bajo el control del Nawab, quien asumió con el título de Rey en 1819. Awadh fue anexado en 1856 y se constituyó con un Comisionado Jefe aparte. Con la Revuelta de 1857, los británicos tuvieron poco control sobre las dos provincias; el Teniente Gobernador murió cuando fue asesinado en el fuerte de Agra, y la región de Oudh fue reconquistada después de varias campañas durante dieciocho meses.
En 1877 los cargos de Teniente Gobernador de las Provincias Nor-Occidentales y Comisionado Jefe de Oudh fueron asumidos por la misma persona; y en 1902, cuando el nombre de la región cambió a Provincias Unidas, el título de Comisionado Jefe fue suprimido, aunque Oudh poseía algunas características de su antigua independencia. Esta provincia mantuvo su unidad hasta que fue convertido en el estado de Uttar Pradesh con la independencia de la India en 1947.